# Roman Wazlawowitsch Malinowski

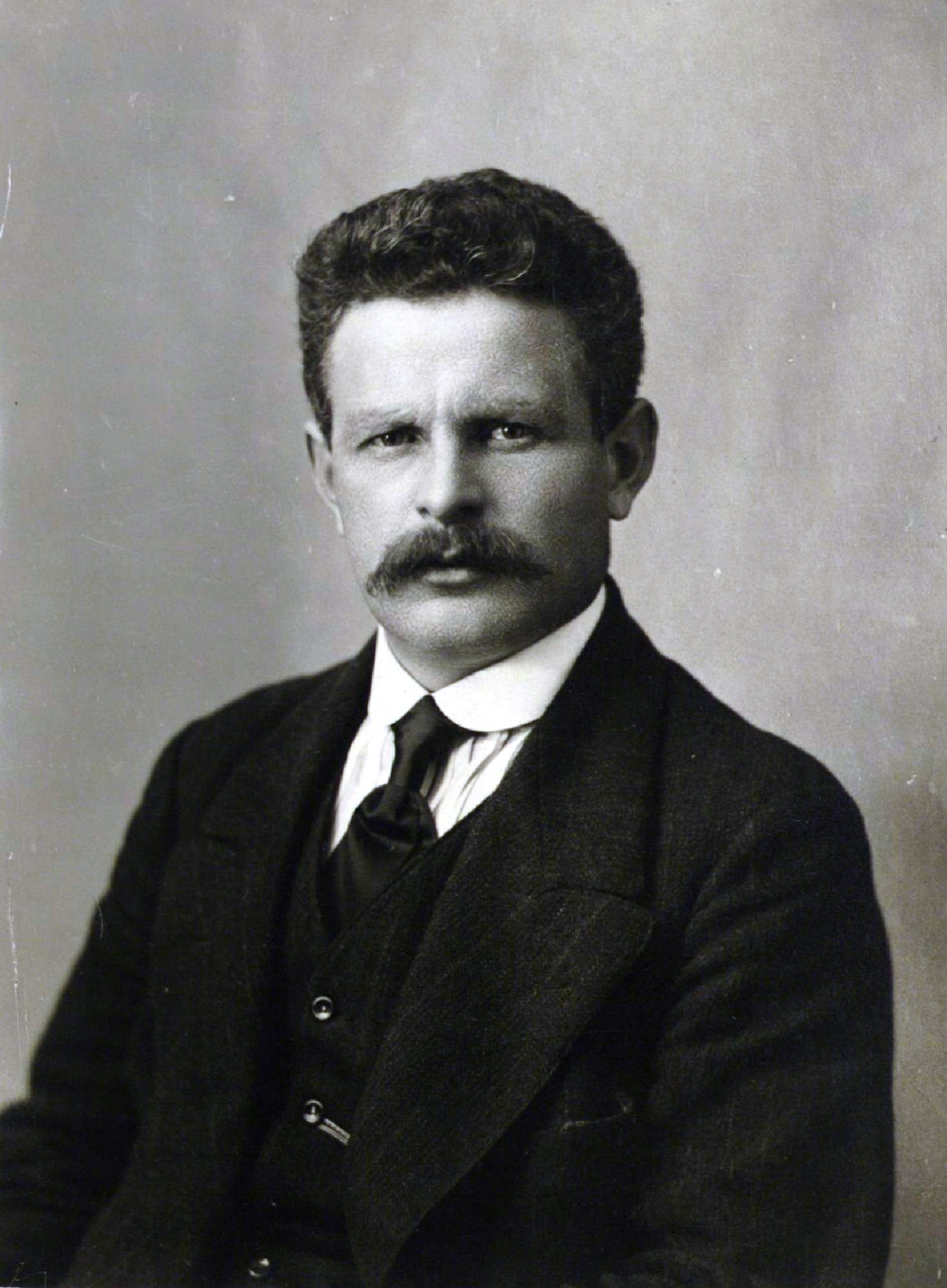
Roman Malinowski, 1913

Roman Wazlawowitsch Malinowski (russisch Роман Вацлавович Малиновский; * 6. Märzjul. / 18. März 1876greg.; † 5. November 1918 in Moskau) war ein russischer Revolutionär, Politiker und Agent der zaristischen Geheimpolizei Ochrana.

## Leben
Malinowski wurde 1899 wegen Einbruchsdiebstahls zu einer Haftstrafe verurteilt. Von 1901 bis 1905 diente er in der russischen Armee.
1906 trat Malinowski in die Sozialdemokratische Arbeiterpartei Russlands ein und war in der Metallarbeitergewerkschaft von Sankt Petersburg tätig. 1910 wurde Malinowski von der zaristischen Polizei, der Ochrana, verhaftet. Er erklärte sich bereit, für die Ochrana zu spionieren und die Bolschewiki zu infiltrieren. Bald darauf aus der Haft entlassen, machte er in der Partei Karriere, in deren Zentralkomitee er 1912 mit Unterstützung Lenins aufgenommen wurde. Wenig später wurde er vom Arbeiterwahlkomitee des Gouvernements Moskau in die Duma gewählt, wo er eine Gruppe von sechs bolschewistischen Abgeordneten anführte. Daneben arbeitete er für die Polizei und trug mit seinen an die Ochrana gelieferten Informationen dazu bei, dass viele führende Bolschewiki, wie etwa Jakow Swerdlow und Josef Stalin nach Sibirien verbannt wurden. Als Malinowski 1913 vom Menschewik Julius Martow beschuldigt wurde, als Geheimagent zu arbeiten, nahm Lenin Malinowski in Schutz und stand weiter zu ihm.
1914 wurde Malinowskis wahre Identität endgültig enthüllt und er begab sich nach Deutschland ins Exil. Bei Ausbruch des Ersten Weltkriegs wurde er dort in einem Kriegsgefangenenlager interniert. Lenin soll auch dann noch zu ihm gehalten und ihm Kleidung geschickt haben.
Als er sich 1918 in Petrograd wieder seiner alten Partei anzuschließen versuchte, wurde er von Grigori Sinowjew erkannt, nach einem kurzen Prozess als Verräter verurteilt und von einem Erschießungskommando exekutiert.
Nach dem Historiker Simon Sebag-Montefiore soll der Fall Malinowski die Angst der Sowjets vor einer geheimen Unterwanderung durch ihre Feinde, die später zum Anlass für den Roten Terror genommen wurde, verstärkt haben. Der Ochrana gelang mit der Platzierung eines Geheimagenten im innersten Zirkel der Bolschewiki ein großer Erfolg, der mit der Anwerbung des Sozialrevolutionärs Jewno Asef vergleichbar war.
Am 29. Dezember 2021 wurde Roman Malinowski vom Obersten Gericht der Russischen Föderation rehabilitiert, das Gericht erkannte ihn als »unangemessen unterdrückt« an.